# 종유석

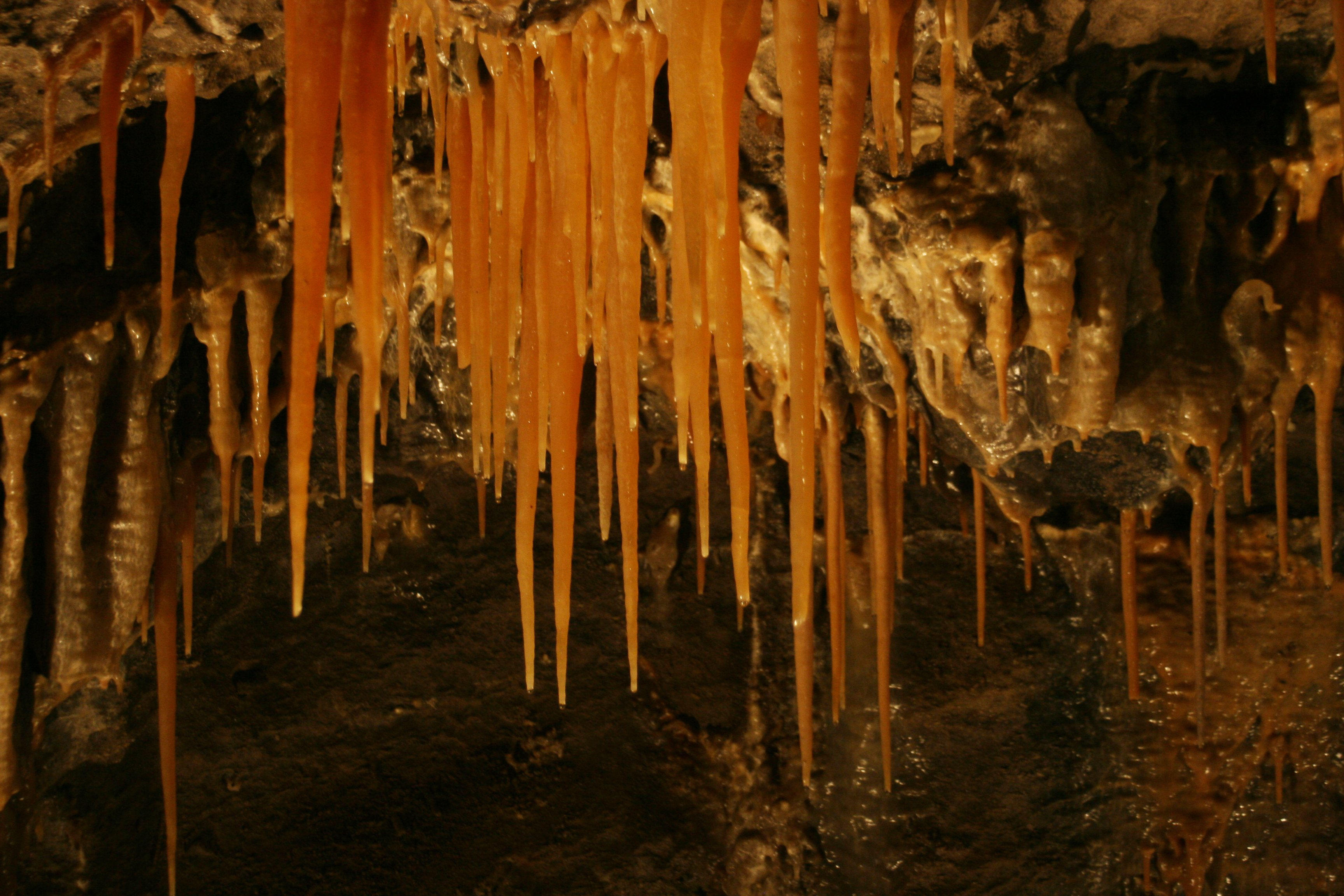
석회동굴 천장의 종유석

종유석(鐘乳石)은 지하수에 용융된 석회 성분이 고결되어 만들어진 고드름 모양의 암석. 종유동(석회암 동굴)의 천장에 석회암의 용식(溶蝕)으로 생긴 고드름 모양의 석회 기둥이다. 석회암의 주성분인 탄산 칼슘(CaCO3)이 이산화탄소(CO2)를 함유한 물에 녹아서 탄산수소칼슘(Ca(HCO3)2)을 만든다.
- CO2용해: H2O + CO2 → H+ + HCO3-
- 탄산 칼슘 용해: CaCO3 +H2O → Ca+ + HCO3- + OH-
- 전체 반응식: CaCO3 +2H2O + CO2 → Ca(HCO3)2 +H2O

이 용액이 종유동의 천장에 스며 떨어질 때, 이산화탄소를 함유한 수분이 공기중으로 방출되기 때문에 다시 탄산 칼슘의 결정으로 침착(沈着)하여 고드름 모양의 종유석을 이루게 된다.
- Ca(HCO3)2 → CaCO3 + H2O + CO2

종유석 바로 밑의 동굴 바닥에는 종유석에서 떨어진 지하수에 의해 종유석과 같은 성분으로 된 석순이 형성되며, 오랜 시간이 지나면, 종유석과 석순이 충분히 자라나 서로 만나 석회 기둥을 형성하는데 이를 석주라고 부른다.

## 같이 보기
- 고드름
- 얼음

## 참고 문헌
- 이 문서에는 다음커뮤니케이션(현 카카오)에서 GFDL 또는 CC-SA 라이선스로 배포한 글로벌 세계대백과사전의 내용을 기초로 작성된 글이 포함되어 있습니다.